# Puthunagaram
Puthunagaram es una ciudad censal situada en el distrito de Palakkad en el estado de Kerala (India). Su población es de 17892 habitantes (2011). Se encuentra a 13 km de Palakkad y a 60 km de Thrissur.

## Demografía
Según el censo de 2011 la población de Puthunagaram era de 17892 habitantes, de los cuales 8879 eran hombres y 9013 eran mujeres. Puthunagaram tiene una tasa media de alfabetización del 88,05%, inferior a la media estatal del 94%. la alfabetización masculina es del 93,39%, y la alfabetización femenina del 82,84%.